# Nia Abdallah
Nia Nicole Abdallah (ur. 24 stycznia 1984 w Houston) – amerykańska zawodniczka taekwondo, wicemistrzyni olimpijska z Aten (2004), brązowa medalistka mistrzostw świata (2007).
W 2004 roku wystąpiła na igrzyskach olimpijskich w Atenach. W zawodach zdobyła srebrny medal olimpijski – zwyciężyła we wszystkich pojedynkach w kategorii do 57 kg aż do finału, w którym lepsza była Jang Ji-won. 
W 2007 roku zdobyła brązowy medal mistrzostw świata w kategorii do 63 kg, w 2003 roku brązowy medal igrzysk panamerykańskich w kategorii do 57 kg, a w 2006 roku srebrny medal mistrzostw panamerykańskich w kategorii do 63 kg.